# آد لوندبرگ
فرد لوندبرگ (انگلیسی: Odd Lundberg؛ ۳ اکتبر ۱۹۱۷ – ۷ مارس ۱۹۸۳) اسکیت‌باز سرعت اهل نروژ بود.